# Peine de mort en Utah
La peine capitale est une peine qui peut être imposée en Utah pour meurtre aggravé.

## Méthodes d'exécution

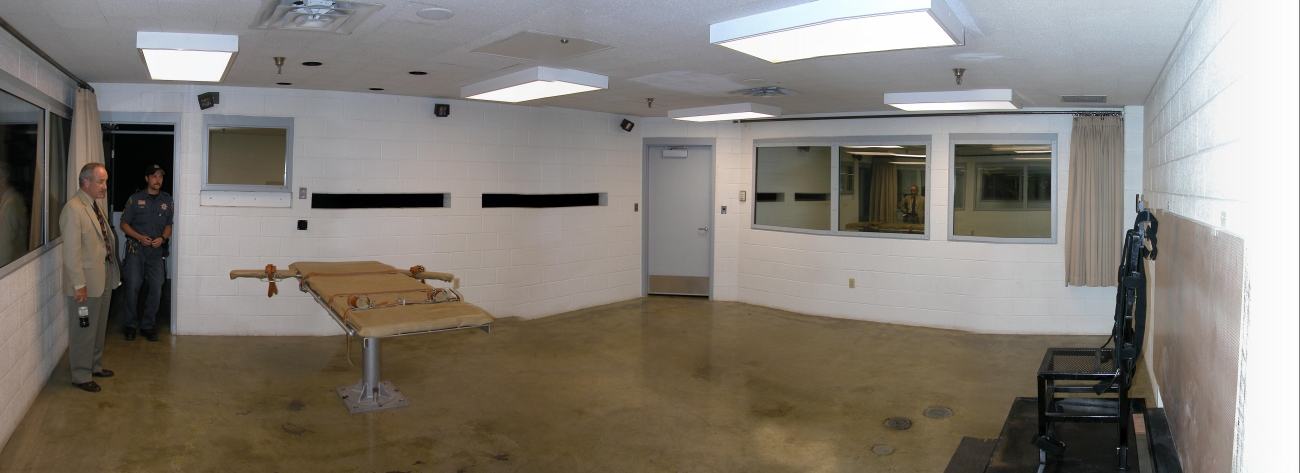
La de la prison d'État de l'Utah à Draper avec une civière pour l'injection létale à gauche et une chaise métallique pour le peloton d'exécution à droite.

La première exécution recensée dans l'État du Deseret est le garrottage de Patsowits, un Ute condamné à la peine de mort pour le meurtre du pionnier Baker dans le comté de Sanpete en avril 1850,. Quelques mois plus tard, un organic act du Congrès américain crée le territoire de l'Utah qui propose alors à ses condamnés à mort deux méthodes pour être exécutés : la pendaison et le peloton d'exécution. La décapitation vient s'ajouter à ces dernières en 1851 mais personne ne la choisit et elle finit par être supprimée en 1878 ou en 1888. En 1950, une nouvelle prison d'État est construite à Draper avec un espace laissé vide afin d'accueillir une chambre d'exécution (en) qui pourrait tout aussi bien contenir une chaise électrique qu'une chambre à gaz (alors utilisée par 6 des 10 autres États fédérés du Far West). En 1955, la législature de l'État opte pour la première mais elle n'est jamais installée, faute de budget. Finalement, l'injection létale remplace la pendaison comme alternative à la fusillade en 1980,,. Cela fait de l'Utah l'une des premières juridictions dans le monde à l'avoir adopté. En 2004, l'House Bill 180 fait d'elle la seule méthode d'exécution autorisée par l'État,. Cependant, en raison de son caractère non-rétroactif, les détenus condamnés à mort avant 2004 peuvent continuer de choisir le peloton d'exécution. Le 23 mars 2015, le gouverneur Gary Herbert signe l'House Bill 11 qui réautorise le recours au peloton d'exécution (y compris pour les détenus condamnés à mort après 2004) dans le cas où les produits nécessaires à la réalisation d'une injection létale viendraient à manquer,. 

## Particularités locales
L'État s'est distingué pour avoir mis fin à un moratoire de dix ans sur les exécutions aux États-Unis en fusillant le célèbre Gary Gilmore en 1977, qui avait milité pour sa propre exécution. L’Utah est également le seul État à avoir utilisé le peloton d’exécution depuis le rétablissement de la peine de mort et le seul à pouvoir l’utiliser à l'avenir en vertu du choix de 3 des 8 condamnés à mort toujours incarcérés. Sur les six personnes que l’Utah a exécutées, seules deux n’étaient pas volontaires. Il s’agit de Dale Pierre Selby et William Andrews qui avaient, dans le cadre d’un cambriolage, séquestré, violé et torturé cinq personnes dans un magasin en 1974 ; une affaire toujours considérée comme l'une des pires jamais connues dans l’État. Elle est aujourd'hui enseignée dans les annales du FBI. Selby (nom qu’il a changé pour protéger sa famille) tua trois des victimes après qu'Andrews fut parti, mais la gravité des faits, d’autant que les deux survivants finirent grièvement handicapés et traumatisés, firent que même Andrews fut exécuté en vertu de la loi qui autorise la peine de mort pour felony murder.
La peine de mort est prononcée par le jury et l'ordre d'exécution signé par le juge. Le gouverneur siège dans le comité qui peut accorder une éventuelle commutation. Le peloton d'exécution se compose de cinq policiers volontaires.

## Exécutions

### Exécutions par décennie
| Période     | Nombre d'exécutions |
| ----------- | ------------------- |
| 1900 - 1909 | 2                   |
| 1910 - 1919 | 8                   |
| 1920 - 1929 | 8                   |
| 1930 - 1939 | 2                   |
| 1940 - 1949 | 4                   |
| 1950 - 1959 | 6                   |
| 1960 - 1969 | 1                   |
| 1970 - 1979 | 1                   |
| 1980 - 1989 | 2                   |
| 1990 - 1999 | 3                   |
| 2000 - 2009 | 0                   |
| 2010 - 2019 | 1                   |
| 2020 - 2029 | 1                   |

### Exécutions depuis 1973
Les exécutions ont lieu à la prison d'État de l'Utah à Draper.
| # | Criminel                     | Date            | Méthode(s)          | Crime(s)                                                                         | Gouverneur       |
| - | ---------------------------- | --------------- | ------------------- | -------------------------------------------------------------------------------- | ---------------- |
| 1 | Gary Gilmore                 | 17 janvier 1977 | Peloton d'exécution | Meurtre en 1976 de deux hommes en leur tirant dessus lors de braquage.           | Scott Matheson   |
| 2 | Dale Selby                   | 28 août 1987    | Injection létale    | Meurtre en 1974 de trois employés d'un magasin lors d'une prise d'otage.         | Norman Bangerter |
| 3 | Arthur Bishop                | 10 juin 1988    | Injection létale    | Meurtre entre 1979 et 1983 de cinq enfants après les avoir violés.               | Norman Bangerter |
| 4 | William Andrews              | 30 juillet 1992 | Injection létale    | Meurtre en 1974 de trois employés d'un magasin lors d'une prise d'otage.         | Norman Bangerter |
| 5 | John Albert Taylor           | 27 janvier 1996 | Peloton d'exécution | Meurtre en 1989 d'une fillette de onze ans en l’étranglant après l'avoir violée. | Michael Leavitt  |
| 6 | Joseph Mitchell Parsons (en) | 15 octobre 1999 | Injection létale    | Meurtre en 1987 d'un homme sur une aire d'autoroute en le poignardant.           | Michael Leavitt  |
| 7 | Ronnie Gardner               | 18 juin 2010    | Peloton d'exécution | Meurtre en 1984 d'un homme lors d'un braquage, en lui tirant dessus.             | Gary Herbert     |
| 8 | Taberon Honie (en)           | 8 août 2024     | Injection létale    | Meurtre en 1998 de la mère de sa petite amie après l'avoir violée.               | Spencer Cox      |

## Condamnés à mort
En juin 2025 le couloir de la mort de l'Utah compte quatre condamnés. Depuis 1973, aucun condamné n'a été gracié dans l'Utah.
| Criminel                  | Date de condamnation | Crime(s)                                                                                      | Note(s)                          |
| ------------------------- | -------------------- | --------------------------------------------------------------------------------------------- | -------------------------------- |
| Troy Kell (en)            | 8 août 1996          | Meurtre en 1994 d'un co-détenu alors qu'il était déjà en prison pour meurtre.                 | A choisi le peloton d'exécution. |
| Douglas Anderson Lovell   | 18 août 1993         | Meurtre en 1985 d'une femme en l'étranglant dans un bois après l'avoir violée.                |                                  |
| Von Lester Taylor         | 24 mai 1991          | Meurtre en 1990 d'une mère et de sa fille en les abattant dans leur maison.                   |                                  |
| Michael Anthony Archuleta | 21 décembre 1989     | Meurtre en 1988 d'un étudiant, battu à mort avec un cric de voiture après l'avoir violé (en). | A choisi le peloton d'exécution. |
| Ralph Leroy Menzies       | 23 mars 1988         | Meurtre en 1986 d'une femme en l'étranglant puis l'égorgeant.                                 | A choisi le peloton d'exécution. |